# Golden Axe II
Golden Axe II (jap. ゴールデンアックスII) ist ein vom Entwicklerstudio Sega für die Sega Mega Drive entwickeltes Beat ’em up. Es ist der zweite Teil der Golden-Axe-Reihe.

## Spielprinzip
Golden Axe II ist ein Hack-'n'-Slash-Spiel. Der Spieler hat die Wahl zwischen Gilius Thunderhead, Ax Battler und Tyris Flare. Jeder der Kämpfer verfügt über eine einzigartige elementare Form von Magie, die jederzeit im Spiel verwendet werden kann, um Feinden Schaden zuzufügen. Obwohl die Charaktere und das Gameplay im Vergleich zum ersten Spiel praktisch unverändert blieben, gab es einige Verbesserungen, z. B. der Rückwärtsangriff. Während im ersten Spiel durch Drücken des Zauberknopfs alle Zaubertöpfe eines Spielers verbraucht wurden, konnte man jetzt einen Teil oder die gesamte Magie nutzen, indem man den Knopf gedrückt hielt und ihn losließ, wenn die Anzeige den gewünschten Stand erreicht hatte.
Das Spiel verfügt zwei Arten von Spielmodi. Eine davon ist Das Duell, bei dem Spieler in einer Arena gegen Feinde antreten. Der andere ist der normale Modus, in dem Spieler durch verschiedene Gebiete navigieren und gegen verschiedene Feinde kämpfen muss. Zwischen den einzelnen Leveln wird den Spielern basierend auf ihrer Leistung eine Bewertung zuerkannt, wobei am Ende des Spiels eine endgültige Bewertung vergeben wird.

## Veröffentlichung
Das Spiel kam in Japan am 27. Dezember 1991 raus. In Amerika wurde das Spiel am 26. Januar 1992 veröffentlicht. In Europa kam das Spiel ebenfalls 1992 raus. Das Spiel wurde später mehrmals als Teil der Sega Mega Drive Collection sowie Sega Mega Drive Ultimate Collection erneut veröffentlicht. Zudem wurde Golden Axe II auf der Virtual Console der Wii veröffentlicht.

## Rezeption
Golden Axe II bekam gute Kritiken. Console XS gab eine Gesamtpunktzahl von 75/100 und war der Meinung, dass Golden Axe II einfacher ist als sein Vorgänger. Mega Action gab eine Gesamtpunktzahl von 90 % und lobte zunächst, dass das Spiel größer und besser als das sein Vorgänger, kritisierte jedoch, dass das Spiel nicht viel zu bieten habe.
Allgame gab eine Bewertung von drei von fünf Sternen und kommentierte, dass das Spiel fast genau die gleichen Grafiken, Sounds und Optionen hat und nichts wirklich anderes, was eine Fortsetzung auszeichnet. Illusionware gab eine Bewertung von 7/10 ab und lobte die leicht verbesserte Grafik des Spiels im Vergleich zum Vorgänger. Kritisiert wurde das unveränderte Gameplay.
Mega platzierte das Spiel auf Platz 14 ihrer Top-Mega-Drive-Spiele aller Zeiten. 2017 stufte Gamesradar das Spiel auf Platz 34 der Liste der „Besten Sega Mega Drive-Spiele aller Zeiten“ ein.